# Altpreußisches Infanterieregiment No. 13 (1806)
Das Infanterieregiment mit der späteren Nummer No. 13 war ein brandenburg-preußisches Regiment zu Fuß, das 1685 im westfälischen Soest als Regiment zu Fuß Varenne aus hugenottischen Flüchtlingen gebildet wurde. In der Folge hatte es Standorte in der Mark Brandenburg und schließlich in Berlin.

## Allgemeine Geschichte
1685 wurde das Regiment nach dem Edikt von Fontainebleau in Soest in der Grafschaft Mark aus französischen Glaubensflüchtlingen zusammengestellt. Erster Kommandeur war Oberst Jacques L‘Auiuonier Marquis de Varenne. Wenige Jahre später ging ein Teil der Regimentsangehörigen an das neue hugenottische Regiment zu Fuß Wylich. 1724 wurde das Regiment nach Berlin in Garnison gebracht. Die Rekruten stammten aus dem Havelland (Glien, Löwenberg, Oberbarnim sowie der Priegnitz mit Friesack, Rhinow, Plauen, Havelberg und Brandenburgisches Domstift).

## Beurteilung
Das Regiment galt als eine der besten Einheiten der preußischen Armee des 18. Jahrhunderts. Auf Grund der außerordentlichen Leistungen durfte es gleich nach dem ältesten Regiment (1806: No. 1) rangieren.

## Persönlichkeiten
Ein prominenter Angehöriger des Regiments war der Schweizer Ulrich Bräker, der in seiner literarischen Beschreibung „Das Leben und die Abentheuer des armen Mannes im Tockenburg“ die preußischen Werbemethoden und sozialen und Kriegsverhältnisse drastisch wiedergibt. Zeitgleich mit Bräker dienten in demselben Regiment „Itzenplitz“ die beiden einzigen einfachen Musketiere aus preußischen Kernlanden, von denen überhaupt schriftliche Selbstzeugnisse aus der Zeit des Siebenjährigen Krieges überliefert sind. Der spätere Kommandant von Berlin und General Egidius Ehrentreich von Sydow war 1710 Oberstleutnant im Regiment.

## Verbleib und Nachfolge
Das Regiment wurde 1806 als Regiment zu Fuß von Arnim No. 13 durch Kapitulation aufgelöst. Das I. Bataillon kapitulierte am 28. Oktober bei Prenzlau, das II. Bataillon am 4. November bei Pinnow, das III. Bataillon bei Stettin.

## Uniform, Ausrüstung
Bis zur Mitte des 18. Jahrhunderts bestand die Regimentsuniform aus einer blauen Uniformjacke mit gelblich-weißen Ärmelaufschlägen und Rabatten und roten Rockaufschlägen. Die Mütze der Flügelgrenadiere war blau-weiß, Silbermessingbeschlag mit weißem Püschel. Die Regimentsfahne war schwarz mit weinroten Flammen.